# Red Oak, Iowa
Red Oak là một thành phố thuộc quận Montgomery, tiểu bang Iowa, Hoa Kỳ. Năm 2010, dân số của thành phố này là 5742 người.

## Dân số
Dân số qua các năm:
- Năm 2000: 6197 người.
- Năm 2010: 5742 người.